# Heike Heubach
Heike Heubach (Rottweil, 14 dicembre 1979) è una politica tedesca, primo membro della comunità sorda tedesca a diventare parlamentare.

## Biografia
Le cause della sordità di Heubach non sono chiare. Potrebbe aver contratto una meningite a due settimane dalla nascita oppure potrebbe essere nata sorda.
Dal 1986 al 1996 ha frequentato la scuola primaria e secondaria di primo grado, di seguito ha conseguito un diploma intermedio e ha completato gli studi secondari frequentando gli ultimi anni presso un istituto tecnico.
Dal 2008 al 2011 ha completato la formazione con un apprendistato diventando impiegata presso E.ON Facility Management GmbH, dove ha poi lavorato fino al 2013, anno in cui è passata a Bayernwerk.
È sposata e ha due figlie.

## Carriera politica
Nel novembre 2019 Heubach si è iscritta al Partito Socialdemocratico di Germania e si è candidata al consiglio comunale di Stadtbergen alle elezioni locali del 2020.
Nel febbraio 2021 si è candidata per il Partito Socialdemocratico di Germania nella circoscrizione elettorale di Augusta-Land alle elezioni federali del 2021. Si è candidata anche al 24° seggio nella lista regionale della SPD della Baviera, ottenendo tuttavia solo il 14,5% dei voti, non sufficienti per il suo inserimento nella lista.
Il 20 marzo 2024 ha sostituito Uli Grötsch nel Bundestag annunciando di entrare a far parte della commissione parlamentare per l'edilizia e le abitazioni.